# Кислик, Михаил Дмитриевич
Михаи́л Дми́триевич Ки́слик (3 ноября 1922, Ростов-на-Дону — 29 октября 1994, Москва) — российский учёный, лауреат Ленинской премии (1964) и Государственных премий СССР (1971, 1982). Участник Великой Отечественной войны.
Окончил два курса Машиностроительного института (1941), Ростовское артиллерийское училище (ускоренный курс, 1942), Артиллерийскую академию им. Ф. Э. Дзержинского (1952).
Участник Великой Отечественной войны в составе Южного, Брянского, 2-го и 3-го Украинского фронта.
В 1952—1953 военный представитель на заводе № 88. В 1953—1955 преподаватель кафедры теории полета и аэродинамики реактивных снарядов Военной артиллерийской инженерной академии им. Ф.Э. Дзержинского.
С 1955 г. работал в НИИ-4. Специалист в области теоретической и радиолокационной астрономии и космической баллистики.
С 1957 по 1965 год проводил исследования в области космической баллистики, участвовал в подготовке запуска первых ИСЗ, лунных и межпланетных автоматических станций.
В 1965—1975 гг. руководил отделом и лично участвовал в разработке программно-алгоритмического комплекса для автоматизированной обработки массовых потоков информации при одновременном слежении за большим числом космических объектов.
С 1975 г. вел исследования по созданию теории движения тел Солнечного системы, по релятивистской небесной механике.
Впервые нашёл точное решение задачи о движении спутника сжатой планеты (в нелинейной постановке). Предложил новое понятие «сферы влияние планеты» («гравитационная сфера Кислика»).
Полковник (1962), доктор технических наук (1960), профессор (1960).
После увольнения с военной службы — профессор Московского института электроники и математики, ст. научный сотрудник ЦНИИ.
Лауреат Ленинской премии (1964 — за цикл работ по теории цифровых автоматов (1960—1962)) и Государственных премий СССР (1971 — за цикл работ по современным проблемам и методам небесной механики (1958—1968), и 1982 — за цикл работ по созданию единой релятивистской теории движения внутренних планет Солнечной системы).
Награждён орденами Отечественной войны 1 степени (1945, 1985) и 2 степени (1943), Красной Звезды (1956), а также медалями.
Умер 29 октября 1994 в Москве, похоронен на Хованском кладбище.